# Li Cunxin (Tänzer)

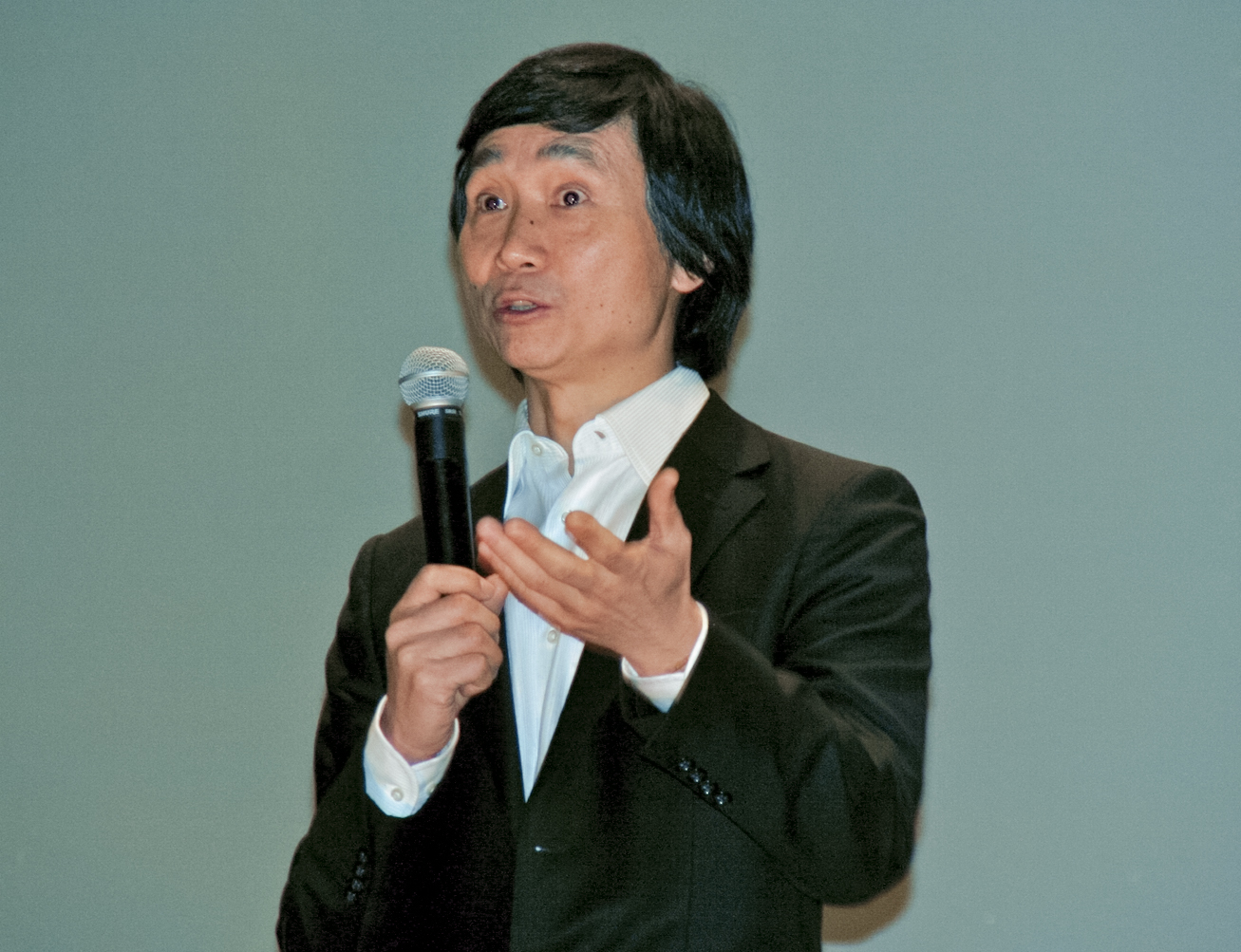
Li Cunxin (2010)

Li Cunxin (chinesisch 李存信, Pinyin Lǐ Cúnxìn; * 26. Januar 1961 in Qingdao, Volksrepublik China) ist ein ehemaliger chinesisch-australischer Balletttänzer und heutiger Künstlerischer Leiter des Queensland Ballet im australischen Brisbane.

## Lebenslauf
Li Cunxin wuchs als sechster von sieben Söhnen einer armen Bauernfamilie im Osten Chinas auf. Während der Kulturrevolution wurde er zufällig von Talentsuchern für die Tanzakademie Peking entdeckt, wo er sieben Jahre lang in strengster Disziplin lebte und trainierte. Im Alter von 18 Jahren wurde er im Rahmen der politischen Annäherung zwischen den Vereinigten Staaten und der Volksrepublik China vom Künstlerischen Leiter des Houston Ballet, Ben Stevenson, in die USA eingeladen.
In den USA erkannte Li, der eine Leidenschaft für das klassische Ballett entwickelt hatte, dass er sich in seiner Heimat als Balletttänzer nicht so entwickeln würde können, wie er sich das vorstellte, vor allem weil in China das Repertoire auf politische Tanzstücke beschränkt war. Zudem verliebte er sich in eine US-amerikanische Tänzerin, Elizabeth Mackey, die er kurzentschlossen heiratete. Als er das chinesische Konsulat betrat, um seine Eheschließung sowie seine Entscheidung mitzuteilen, in den USA zu bleiben, wurde er dort 21 Stunden lang gegen seinen Willen festgehalten, bis er nach intensiven diplomatischen Bemühungen das Konsulat wieder verlassen konnte. Seine chinesische Staatsbürgerschaft wurde ihm aberkannt. Jahrelang konnte er nicht nach China zurückkehren und mehr als sieben Jahre lang sah er seine Eltern nicht, bis diese nach einer Intervention der nachmaligen Präsidentengattin Barbara Bush 1984 die Genehmigung erhielten, nach Houston zu reisen.
Li blieb in Houston und tanzte 14 Jahre lang für das Houston Ballet. Die Ehe mit Elizabeth Mackey wurde in der Zwischenzeit geschieden. Bei einem beruflichen Aufenthalt in London lernte er die australische Tänzerin Mary McKendry kennen, die er 1995 heiratete; das Paar bekam drei Kinder. Im selben Jahr ging das Ehepaar gemeinsam nach Australien, wo Li Mitglied des Australian Ballet wurde. Drei Jahre später beendete er im Alter von 37 Jahren seine Tänzerlaufbahn, zu der er parallel eine Ausbildung zum Börsenmakler gemacht hatte. Er arbeitete ab 1999 in diesem Beruf, bis er 2012 zum Künstlerischen Leiter des Queensland Ballet berufen wurde. Er besitzt einen US-amerikanischen sowie einen australischen Pass.

## Buchautor
2003 veröffentlichte Li Cunxin seine Autobiografie Mao’s Last Dancer, die in der Originalausgabe inzwischen in der 52. Auflage erschienen ist (Stand 2014). Sie wurde in 20 Sprachen übersetzt, führte die australische Bestsellerliste an und wurde für mehrere Literaturpreise nominiert. 2009 wurde sie von Bruce Beresford unter dem Titel Maos letzter Tänzer verfilmt.

## Ehrungen und Auszeichnungen
Li Cunxin wurde als Balletttänzer vielfach ausgezeichnet, darunter zweimal mit dem Princess Grace Award. Er erhielt einen Ehrendoktortitel der Australian Catholic University für seine Verdienste um Kunst und Literatur. 2009 wurde er zum Australian Father of the Year gewählt und 2014 zum Queensland Australian of the Year.

## Publikation
- Maos letzter Tänzer: Vom chinesischen Bauernjungen zum gefeierten Ballettstar. mvg Verlag 2012, ISBN 978-3-86882-257-1.